# Henri Warembourg
 (août 2023).
 (février 2014).
Si vous disposez d'ouvrages ou d'articles de référence ou si vous connaissez des sites web de qualité traitant du thème abordé ici, merci de compléter l'article en donnant les références utiles à sa vérifiabilité et en les liant à la section « Notes et références ».
Henri Warembourg, né le 22 juillet 1905 et décédé le 30 août 1993, est un professeur à l'université de Lille dont la faculté de médecine porte le nom.

## Biographie
Son père était directeur d'école et sa mère couturière.
Henri Warembourg fait ses études de médecine à la Faculté de Lille, et devient interne des Hôpitaux en 1927, assistant de chimie organique dans le laboratoire du Professeur Michel Polonovski, dont il soutient la thèse de doctorat en médecine en 1932. Il est diplômé de médecine générale en 1939.
En 1953, il devient professeur de thérapeutique et dirige le service de pneumo-phtisiologie de l'Hôpital Calmette. En 1960, il devient titulaire de la Clinique Médicale Ouest à l'Hôpital Régional où il y développe la cardiologie.
En 1963, il est nommé doyen de la Faculté de médecine et de pharmacie de Lille avant d'être élu en 1971 le premier président de l'université de Lille II dont il occupe le poste jusqu'à sa retraite.
La faculté de médecine de Lille porte son nom depuis 1996.